# Nykanor Onazkyj
Nykanor Charytonowytsch Onazkyj (ukrainisch Никанор Харитонович Онацький; * 9. Januar 1875 in Chomenky (heute Chomenkowe, Rajon Romny, Oblast Sumy, Ukraine), Gouvernement Poltawa, Russisches Kaiserreich; † 23. November 1937 in Poltawa) war ein ukrainischer Maler, Dichter, Lehrer, Kunstkritiker, Gründer des Kunstmuseums in Sumy. Der Künstler wurde durch den NKWD hingerichtet.

## Leben und Wirken
Nykanor Onazkyj wurde in einer großen Familie von Kosaken-Bauern geboren. Er absolvierte zunächst die staatliche und dann die Bezirksschule in Hadjatsch. Ab 1899 studierte Onazkyj an der Moskauer Schule für technisches Zeichnen, dann an der Kunstschule von Odessa und nach dem Abschluss 1903 an der Kunstakademie von Sankt Petersburg bei Ilja Repin. Während seines Studiums beteiligte er sich an der ukrainischen Bewegung in Sankt Petersburg, die sich die Erhaltung und Entwicklung der ukrainischen Kultur zum Ziel setzte.
Ab 1906 unterrichtete Onazkyj am Gymnasium in Lebedyn. In dieser Zeit studierte er intensiv das Leben und die Bräuche des ukrainischen Dorfes und fertigte Skizzen für seine zukünftigen Gemälde an. In Lebedyn heiratete der Künstler Nadija Krywoschejewa, aus der Ehe gingen drei Kinder hervor.
Auf der Ersten Ukrainischen Kunstausstellung in Kiew im Dezember 1911 – Januar 1912 wurden 15 Gemälde von Onazkyj präsentiert.
Onazkyj gründete in Lebedyn einen patriotischen Schewtschenko-Verein. Im Jahr 1913 unterband die zaristische Regierung die Aktivitäten der Gruppe.
1913 wurde Onazkyj nach Sumy versetzt, um dort am Gymnasium und im Kadettenkorps zu unterrichten. 1914 organisierte er die Erste Ausstellung von Gemälden in Sumy. 1920 übernahm er die Leitung der Kommission für den Bau des ersten Schewtschenko-Denkmals in Sumy, das von Iwan Kawaleridse entworfen wurde.
Im Jahr 1920 eröffnete Nykanor Onazkyj in Symu das Museum für Geschichte und Kunst und leitete das Haus elf Jahre lang. Im Jahr 1925 zählte das Museum über 10.000 Exponate, darunter Radierungen von Taras Schewtschenko, Gemälde von Ilja Repin und Lewko Borowykowskyj, sowie die alte Kosaken-Parsunas der Polubotkos und Apostol. Basierend auf Museumssammlungen verfasste und veröffentlichte Onazkyj die wissenschaftliche Studien „Ukrainisches Porzellan“, „Meschyhirja-Fayence“ und „Ukrainisches Blasglas“.
Von 1923 bis 1929 nahm Onazky an den archäologischen Expeditionen von Mykola Makarenko in Ochtyrka, Slawhorod und Trostjanez teil.
Ende der 1920er Jahre wurde er vom NKWD verhört und überwacht, was schließlich 1931 zu seiner Kündigung beim Museum führte. 1933 begann er im Heimatmuseum in Poltawa zu arbeiten. Nykanor Onazkyj wurde 1934 und erneut 1935 und 1937 verhaftet. Er wurde wegen „konterrevolutionärer Aktivitäten“ angeklagt und am 23. November 1937 in Poltawa erschossen.